# Атанасий Берски и Негушки
Атанасий (на гръцки: Άθανάσιος, Атанасиос) е православен духовник, митрополит на Вселенската патриаршия.

## Биография
Атанасий заема митрополитския престол в Бер като заместник на митрополит Йоаким II. До 1683 година Йоаким управлява непрекъснато в Бер, както е показано в храма „Света Параскева“ в Бер. В диптиха на берската катедрала пише:
| „ | между 1682 и 1687 беше свален Йоаким бивш Китроски и вместо него управляваше Атанасий и в 1688 пое отново епархията Йоаким, а след това отново реченият Атанасий пое управлението μεταξύ τοῦ 1682 καί 1687 καθῃρέθη ὁ ἐκ Κίτρους Ἰωακείμ καί ἀντ’ αὐτοῦ ἀρχιεράτευσεν ὁ ἀθανάσιος καί ἐν τῷ 1688 ἀνέλαβεν πάλιν τήν ἐπαρχίαν ὁ Ιωακείμ, μετά δέ ταῦτα πάλιν, ὁ ῥηθείς ἀθανάσιος φαίνεται μεταλαβών ταύτην | “ |

В 1687 година Йоаким подписва документ на патриарх Яков I Константинополски, което означава, че преди това се е върнал на престола. После отново управлява Атанасий и в неуточнена година се връща Йоаким, тъй като е запазен ферманът за уволнението му от 20 януари 1692 година. Атанасий както и митрополит Атанасий Берски, управлявал около 1600 година, биха могли да съвпадат с химнографа Атанасий, автор на произведение за Антоний Нови Берски, публикувано за пръв път в Москополе в 1746 година.